# Adolf Richter (Politiker, 1881)

Adolf Richter

Adolf Richter (* 9. Januar 1881 in Ebersbach, Kreis Preußisch Holland; † 1928 ebenda) war ein deutscher Politiker (DNVP).

## Leben und Wirken
Nach dem Besuch der Volksschule in Ebersbach wurde Richter auf verschiedenen Gütern praktisch zum Landwirt ausgebildet. Ergänzend dazu besuchte er von 1897 bis 1899 die landwirtschaftliche Winterschule im ostpreußischen Braunsberg. Von 1901 bis 1903 gehörte er dem 1. Garde-Feldartillerie-Regiment in Berlin an. 
1905 übernahm Richter die Landwirtschaft seiner Eltern. 1911 gründete Richter den landwirtschaftlichen Verein Ebersbach, dessen Vorsitz er auch übernahm. Außerdem war er langjähriger Delegierter in der Sektion für Pferdezucht sowie in der Sektion für Ackerbau und Viehzucht. Ferner verfasste er gelegentlich Zeitungsaufsätze zu wirtschaftlichen Themen.
Von 1914 bis 1918 nahm Richter am Ersten Weltkrieg teil, in dem er mit der Feldartillerie in Frankreich und Russland kämpfte.
Nach dem Krieg trat Richter in die Deutschnationale Volkspartei (DNVP) ein. 1919 wurde er in die Weimarer Nationalversammlung gewählt, in der bis zum Juni 1920 den Wahlkreis 1 (Ostpreußen) vertrat. Anschließend saß er acht Monate lang als Abgeordneter für den Wahlkreis 1 (Ostpreußen) für seine Partei im ersten regulären Reichstag der Weimarer Republik, aus dem er im Februar 1921 vorzeitig ausschied.